# Lijst van burgemeesters van Putte (Nederland)
Dit is een lijst van burgemeesters van de voormalige Nederlandse gemeente Putte tot die gemeente op 1 januari 1997 opging in de gemeente Woensdrecht.
| Ambtsperiode | Naam burgemeester            | Partij of stroming | Bijzonderheden                                     |
| ------------ | ---------------------------- | ------------------ | -------------------------------------------------- |
| ??           | ??                           |                    |                                                    |
| 18?? - 1845  | Egidius Braekmans            |                    |                                                    |
| 1845 - 1860  | P.F. Leys                    |                    |                                                    |
| 1860 - 1872  | A. Stokmans                  |                    |                                                    |
| 1872 - 1879? | F. Dries                     |                    |                                                    |
| 1879 - 1885? | P.J. Dries                   |                    |                                                    |
| 1886 - 1889  | Petrus Johannes van Mechelen |                    | tevens burgemeester van Ossendrecht (1873-1892)    |
| 1889 - 1895  | Klaas (K.) Laan              |                    |                                                    |
| 1896 - 1901  | J.L. van Besouw              |                    |                                                    |
| 1901 - 1927  | P.H. Leys                    |                    |                                                    |
| 1928 - 1946  | F.J. van de Ven              |                    |                                                    |
| 1946 - 1958  | Harrie (G.H.M.) Hofmans      |                    |                                                    |
| 1959 - 1963  | Jaap (J.I.) Stuij            | KVP                |                                                    |
| 1963 - 1971  | J.A.M. Boudrie               | KVP                |                                                    |
| 1972 - 1979  | J.J. van Erp                 | KVP                |                                                    |
| 1980 - 1990  | W.B.H. Bos                   | KVP / CDA          |                                                    |
| 1990 - 1991  | Pieter (P.) Zevenbergen      | VVD                | waarnemend, tevens burgemeester van Bergen op Zoom |
| 1991 - 1995  | Cees (C.J.) van Liere        | VVD                |                                                    |
| 1995 - 1997  | Cor (C.J.) de Ronde          | CDA                | waarnemend                                         |